# Daniel Steibelt
Daniel Gotlieb Steibelt est un compositeur et pianiste virtuose allemand, né à Berlin le 22 octobre 1765 et mort à Saint-Pétersbourg le 20 septembre 1823.

## Biographie
Son instruction musicale, commencée avec son père, un facteur de pianos, est perfectionnée, grâce au prince héritier de Prusse, Friedrich Wilhelm, auprès de Johann Philipp Kirnberger, un des grands pédagogues berlinois. Pour des erreurs de jeunesse, dont on ne connaît pas la teneur, Steibelt est placé comme soldat par son père. Point fait pour l'état militaire, il déserte et doit fuir la Prusse en 1784. Commencent alors des années de voyage. Dès 1787, ses trois sonates pour piano avec accompagnement de violon op. 1 sont publiées à Paris, chez Boyer. En 1788, il publie à Munich trois sonates pour clavecin avec accompagnement de violon ; en 1789, il parcourt la Saxe, se produit à Dresde, poursuit son périple vers Hanovre, et atteint Mannheim. Au début de 1790, il s'installe à Paris : il y acquiert une grande célébrité en tant que pianiste virtuose, notamment grâce à une sonate intitulée La Coquette, qu'il compose pour la reine Marie-Antoinette. Il connaît également le succès avec son opéra Roméo et Juliette, créé au Théâtre Feydeau au début de l'An II, en octobre 1793 (et donc pas le 10 septembre comme il est généralement écrit, de façon erronée).
En 1796, il quitte Paris pour Londres, où il épouse une excellente exécutante au tambourin. Il est possible, mais non prouvé, que ce départ soit lié à sa kleptomanie et à son peu de scrupules en affaires (il vendit comme neuves des partitions déjà publiées et à peine modifiées). À Londres, il attire l'attention du public par ses talents de pianiste. En 1798, il compose son Concerto pour piano no 3 en mi bémol qui contient le fameux Rondo pastoral, avec une scène d'orage, composition qui lui assure une grande renommée. L'année suivante, il entame une tournée en Allemagne et, après s'être produit favorablement à Hambourg, Berlin (après que son père eut réussi à le faire radier de la liste des déserteurs), Dresde et Prague, il arrive fin mars 1800 à Vienne, où il est confronté à Beethoven dans une joute musicale au piano,. Selon le témoignage postérieur et sujet à caution de Ferdinand Ries (il n'était pas présent lors de l'événement), il y aurait perdu la face, Beethoven ayant improvisé de manière magistrale sur un thème de Steibelt après avoir posé une partition de ce dernier à l'envers sur le pupitre. Après cette aventure malheureuse, il aurait juré de ne jamais retourner à Vienne tant que Beethoven y résiderait. Cette anecdote, mal documentée à l'époque des faits, a beaucoup contribué, de façon très injuste, à jeter le discrédit sur Steibelt et sa musique.
En août, Steibelt est de retour à Paris, où il doit reconquérir les faveurs du public et se refaire un nom. Ayant apporté la partition de l'oratorio La Création de Joseph Haydn, il demande au vicomte de Ségur de lui en versifier le livret en français, auquel il adapte la musique. Steibelt assure la partie de clavier lors de la première exécution parisienne de l'oratorio, le 24 décembre 1800 à l’Opéra, le soir où Bonaparte Premier Consul échappe de peu à la « machine infernale » royaliste en se rendant à ce concert. Steibelt venait de publier sa « Grande Sonate pour piano dédiée à Madame Bonaparte ».
Après la signature de la paix d'Amiens, Steibelt retourne à Londres (printemps 1802), d'où il revient à Paris à l'été 1805. Le 4 février 1806, Napoléon et Joséphine assistent à la création de son "intermède musical" La Fête de Mars, destiné à célébrer le retour de l'Empereur après la campagne conclue victorieusement à Austerlitz. il fut le professeur de Georgette Ducrest, dame de compagnie de l'impératrice Joséphine de Beauharnais et qui raconte dans ses mémoires sur l'Impératrice un concert donné à son domicile :" on ne peut comparer son talent à aucun autre : son jeu changeait de style aussi promptement que ses idées et cette mobilité lui imprimait un caractère impossible à saisir....en une minute, il faisait passer ses auditeurs de l'attendrissement à l'étonnement qu'excite la plus rapide exécution...." . En octobre 1808, alors que les répétitions de son opéra La Princesse de Babylone viennent de commencer, il quitte Paris pour aller tenter sa chance à la cour de Russie, où il arrive au printemps 1809, après avoir donné en route des concerts à Francfort, Leipzig et Dresde. À Saint-Pétersbourg l'empereur de Russie Alexandre Ier le nomme son maître de chapelle en 1810 où il succède à Boïeldieu,. Après que l'armée napoléonienne est forcée de battre en retraite à l'automne 1812, Steibelt compose La destruction de Moscou, œuvre pour piano dans laquelle il fait entrer les Français à Moscou sur l'air de Malbrough-s'en-va-t-en-guerre (Beethoven utilisera ce même thème en 1813 pour caractériser les Français dans La Bataille de Vitoria) et les fait se plaindre de leur défaite au son de la Marseillaise en mode mineur.
C'est à Saint-Pétersbourg que Steibelt vit jusqu'à sa mort.
À l'occasion du 250e anniversaire de sa naissance, Daniel Steibelt a été au centre du colloque-concert organisé à la bibliothèque Marmottan de Boulogne-Billancourt (9 et 10 octobre 2015), qui a fait progresser la connaissance du compositeur et pianiste, et a permis de faire justice de nombreuses contre-vérités répétées depuis trop longtemps à son sujet.

## Œuvres
Outre ses compositions pour la scène, Steibelt a écrit un grand nombre d'œuvres pour le piano-forte. Son jeu, très brillant, n'atteignait peut-être pas le niveau exceptionnel de ses contemporains Joseph Woelfl, Johann Baptist Cramer et Muzio Clementi ; cependant, il possédait un réel talent et sa réputation n'était pas surfaite. Hanon dans son livre Le Pianiste virtuose assure que Steibelt faisait frissonner son public lorsqu'il exécutait le trémolo au piano.
Sonates pour piano solo (p) accompagné ou non d'un violon (vn)
- 3 sonates op. 1 (piano et violon)
- 1 sonate sans opus (piano-1790)
- 3 sonates op. 2 : en ré et en si pour piano (p) et violon (vn) en la bémol pour piano (pn)
- 3 sonates op. 4 : la et mi bémol (p+vn), la bémol (p)
- 3 sonates op. 6: en la (p+vn), en la bémol et mi bémol (p)
- 2 sonates sans opus en ré et do (p)
- sonate "La Coquette" op. 6 ou op 9 suivant les éditions (1791)
- 3 sonates op. 7 : en fa, mi bémol et mi (p)
- 2 sonates op. 8 : en mi mineur, ré (p+vn)
- 6 sonates op. 11 : en si, la, ré, mi bémol, do, fa mineur (p+vn)
- 2 grandes sonates op. 15 : sol mineur, la bémol (p. solo) (1793)
- 2 sonates op. 16 : en fa et mi bémol (p)
- 3 sonates op. 18 : en sol (p), en do et si (p+vn)
- 3 sonates op. 19: en mi b, fa, sol mineur (p)
- Sonate op. 23: en sol mineur (p solo -1809)
- Sonate op. 25 : en sol (p)
- 2 sonates (p+vn -1796)
- 3 sonates faciles op. 26 : en ré, la, fa (p+vn)
- 6 sonates op. 27 : mi mineur, mi bémol, si, do, mi, sol (p -1797)
- 6 sonates op. 28 : (p solo -?)
- 3 sonates op. 29 :en mib, si, fa mineur (p solo)
- Sonate op. 30 : (p  + vn)
- Grande sonate op. 32 :(p+ vn)
- 4 sonatines op. 33 : en do, fa, sol, ré (p)
- 3 sonates op. 33 pour p et vn
- 3 sonates op. 35 pour p+ vn
- 3 sonates op. 36 en fa, si, la (p+vn)
- 3 sonates op. 37 en do, la, mi bémol (p+vn)
- 3 sonates op. 38 en la, si, sol (p)
- 3 autres sonates op. 38 en do, si, sol (p)
- 3 sonates op. 39 en fa, si, la (p+vn)
- 3 autres sonates op. 39 en la bémol, mi bémol, fa (p)
- 3 sonates op. 40 en la mineur, fa, ré (p+vn)
- Sonate op. 40 en mi bémol (p)
- 3 sonates faciles (p)
- 3 sonates op. 42 en do, si, sol (p+vn)
- 3 sonates op. 42 en ré, mi bémol, la (p solo)
- 3 sonates op. 43 (p)
- Sonate op. 44 (p+vn)
- 3 sonates op. 45 en la, si, ré (p+vn)
- 3 sonates op. 46 (p+vn)
- 6 sonatines op. 49 en do, si, sol, ré, mi bémol, la (p)
- 6 sonates op. 50 piano solo (p)
- 3 sonates op. 51 en do, sol, fa (p)
- 3 sonates op. 56 en la mineur, fa, do (p+vn)
- Sonate op. 57 pour piano (p)
- Sonate op. 59 "dédiée à Mme Bonaparte" en mi bémol (piano solo -1808)
- Sonate op. 60 en mi bémol (piano solo-1803)
- Sonate op. 63 en si (piano solo-1800)
- Grande sonate op. 64 en sol (piano solo-1809)
- 2 sonates op. 65 en sol, mi bémol (p+vn)
- Sonate op. 65 pour piano solo
- 2 sonates op. 66 en fa, la (piano solo -1809)
- 6 sonates op. 67 pour piano et violon
- 3 sonates op. 68 ou 75 en fa, sol, la (p+vn-1806)
- 2 sonates faciles en la et si
- 3 sonates op. 69 pour piano et violon (1804)
- 3 sonates op. 70 en sol, fa, la (piano-1808)
- 3 sonatines op. 70 (p+vn)
- 3 sonates op. 71 en sol, mi bémol, si (p+vn)
- 3 sonatines op. 72 en do, si, sol (p+vn -1809)
- 3 sonates op. 73 en sol, fa, la (p+vn)
- 3 sonates op. 74 mi bémol, la, si (p+vn)
- 3 sonates op. 75 en fa, sol, la (p+vn)
- 2 sonates op. 75 en sol, mi bémol (p)
- 3 sonates op. 76 en la, sol, mi bémol (p)
- 6 sonatines op. 77 en sol, do, si, fa, mi bémol, la mineur (p solo)
- 3 sonates op. 79 en sol, fa, la (p+vn -1808)
- 1 sonate op. 79 pour piano et violon?
- Sonate op. 80 en si pour piano et violon
- 3 sonates op. 81 en la, sol, mi bémol (p)
- 1 sonate op. 81 en si (p+vn)
- Grande sonate martiale op. 82 ou 88 en ré (piano solo-1811)
- 2 sonates op. 83 en do, fa (p solo)
- Sonate op. 83 en mi (p+vn)
- 3 sonates op. 84 en si, sol, mi bémol (p)
- Sonate op. 84 en sol (p+vn)
- 2 sonates op. 85 en do ,ré (p)
- 6 sonatines op. 86 en do, sol, si, fa, mi bémol,la mineur (piano solo, idem op. 77 ?)
- Sonate op. 87 en si (p+vn)
- Sonate op. 89 en sol (p+vn)
- Sonate op. 91 en do (p)
- 3 sonatines sans opus en do ,sol,la
- Sonate périodique en si (p-1801)

Musiques diverses pour piano et musique de chambre
- 16 sonates pour piano 4 mains
- 7 sonates pour 2 pianos
- 5 duos pour piano et harpe
- 9 sonates pour harpe accompagnée (violon,flute...)
- 1 sonate pour harpe solo
- 20 potpourris pour piano solo (dont 1 arrangé pour piano et orchestre)
- 36 valses, 36 bacchanales, 12 divertissements pour piano accompagnés d'un triangle et un tambourin ad libitum
- 6 valses à 3 mains
- des variations, 6 préludes en fantaisies, caprices, rondos, fantaisies, marches
- des pièces narratives pour piano telles "La Grande Bataille de Jemmappe et l'hymne des Marseillais avec des variations pour le pianoforte", "Défaite des Espagnols par l'Armée française", "Combat naval", "La Journée d'Ulm", "La Destruction de Moscou" (ou "L'Incendie de Moscou", comme dans l'édition parisienne de Porro, incomplète des variations finales)
- 50 études op 78 (p-1805) + méthode de pianoforte (1805)
- 3 quatuors à cordes op. 17 (1796)
- 3 quatuors à cordes op. 49 (vers 1800)
- 65 sonates en trios pour piano, violon/flûte et violoncelle
- 2 quintettes pour piano et cordes op. 28 en sol et en ré (1797)
- Quatuor pour piano et cordes op. 51

Musique d'orchestre
- Ouverture en symphonie (1796)
- Valses et marches
- Concerto pour piano et orchestre no 1 en do (1794)
- Double concerto pour piano et violon en mi mineur no 2 (1796)
- Concerto pour piano et orchestre no 3 "L'Orage" en mi (1798)
- Concerto pour piano et orchestre no 4 en mi b
- Concerto pour piano et orchestre no 5 "La Chasse" en mi b (créé à Londres en 1802)
- Concerto pour piano et orchestre no 6 "Le Voyage au Mont St Bernard" (1816)
- Concerto pour piano et orchestre no 7 "dans le genre grec" avec 2 orchestres en mi mineur (1816)
- Concerto pour piano et orchestre no 8 avec final choral "bacchanale" (1820)
- Concerto pour harpe et orch. (1807? probablement avant, peut-être même dès 1803)

Chants
- 30 chansons op 10 (1794)
- 6 romances (1798)
- 5 airs d'Estelle (1798)

Pour la scène
- Roméo et Juliette, opéra, 3 actes, Paris (1793)
- Albert et Adelaïde, pasticcio, 3 actes, Londres (1798)
- Le Retour de Zéphyre, ballet, Paris (1802)
- Le Jugement de Pâris (ou du berger Pâris), ballet, Londres (1804)
- La Belle Laitière, Londres (1805)
- Le Triomphe de Mars, intermezzo, Paris (1806)
- La Princesse de Babylone, opéra, 3 actes, St Petersbourg (1812)
- La Fête de l'Empereur, ballet, St Petersbourg (?) (1809?)
- Der blöde Ritter, ballet, 1810 (?)
- Les Folies amoureuses (1810?)
- Cendrillon, opéra, 3 actes (1810)
- Le Jugement de Midas, inachevé (1823)

## Discographie sélective
- Variations sur deux chansons populaires russes, Irina Ermakova, piano (Arte Nova ANO 516260, 1996)
- Sonate en mi majeur, Hiroko Sakagami, piano (Hans Georg Nägeli, éditeur et compositeur, MGB CD 6193, 2002)
- Grande Sonate en mi bémol majeur, dédiée à Madame Bonaparte, Daniel Propper, piano (L'Echo des batailles, Forgotten Records, fr 16/17P, 2012)
- La Destruction de Moscou, une grande fantaisie, Daniel Propper, piano (L'Echo des batailles, Forgotten Records, fr 16/17P, 2012)
- Grand Concert pour la harpe, Masumi Nagasawa, harpe, Kölner Akademie, dir. Michael Alexander Willens (Ars Produktion, ARS 38 108, 2012)
- Sonate en ut mineur, op.6 n°2, Anna Petrova-Forster, piano (Gega New, GD 362, 2013)
- Études op.78 (n°50, 32 et 3), Anna Petrova-Forster, piano (Gega New, GD 362, 2013)
- Grande Sonate martiale, en ré majeur, op.82, Anna Petrova-Forster, piano (Gega New, GD 362, 2013)
- Concerto en sol mineur, n°6, Le voyage au Mont St. Bernard, Anna Petrova-Forster, piano (Gega New, GD 362, 2013)
- L'Orage, rondo extrait du 3e concerto, Anna Petrova-Forster, piano (Forgotten Records, fr 32P, 2015)
- Rondo Les Papillons, Anna Petrova-Forster, piano (Forgotten Records, fr 32P, 2015)
- Fantaisie et Variations sur deux thèmes russes, Anna Petrova-Forster (Forgotten Records, fr 32P, 2015)
- Sonate en sol majeur, op.64, Anna Petrova-Forster (Forgotten Records, fr 32P, 2015)
- Concertos no 3 ,5 et 7, Howard Shelley, Ulster Orchestra (Hyperion Records, série The Classical Piano Concerto, 2016)
- "Je vais donc usurper les droits de la nature...", extrait de l'acte II de Roméo et Juliette, Elsa Dreisig, soprano, Orch. National Montpellier Occitanie, dir. Michael Schoenwandt (Erato, Miroir(s) Opera arias, 2018)
- Etudes op.78, Nos. 10, 11, 24, 26, 30, 31, 33, Anna Petrova-Forster, piano (Toccata Classics, TOCN0005, 2021